# Katosan (stato)
Lo Stato di Katosan fu uno stato principesco del subcontinente indiano, avente per capitale la città di Katosan.

## Storia
Katosan non ha origini documentate storicamente. I suoi regnanti, di origine del popolo Koli, avevano il titolo di thakur.
Nel 1901 venne registrato che la rendita annuale dello stato era di 26.617 rupie, 4.893 delle quali erano versate allo stato di Baroda di cui era tributario.
Il 10 luglio 1943 lo stato di Katosan venne formalmente assorbito sulla base dell'Attachment Scheme nello stato di Baroda, venendo poi definitivamente incluso nell'Unione Indiana dal 1948.

## Governanti
I governanti avevano il titolo di Thakur.